# Ma 6-T va crack-er
Pour plus de détails, voir Fiche technique et Distribution.
Ma 6-T va crack-er (typographie stylisée de « Ma cité va craquer ») est un film français réalisé par Jean-François Richet, sorti en 1997. L'histoire a lieu dans une « cité » en région parisienne, à Meaux, dans le département de Seine-et-Marne. Le récit suit quelques jeunes de cette cité pour décrire le quotidien des jeunes dans les quartiers sensibles. Le film décrit aussi une guerre des gangs en banlieue.

## Synopsis
Une fusillade a lieu durant une soirée hip-hop qui était très attendue par les jeunes d'un quartier. Une personne est ensuite tuée lors de l'intervention de la police. Une émeute commence.

## Fiche technique
- Titre : Ma 6-T va crack-er
- Réalisation : Jean-François Richet
- Scénario : Jean-François Richet et Arco Descat C
- Directrice de la photographie : Valérie Le Gurun
- Montage : Jean-Francois Richet
- Musique : White & Spirit
- Production : Anne Bennet, Martine Cassinelli et Serge Catoire
- Sociétés de production : Actes Proletariens, Why Not Productions, La Sept Cinéma, avec la participation de Canal+ et TF1 International
- Distribution mondiale : TF1 International
- Dates de sortie : 
  - France : 2 juillet 1997
- Interdictions au cinéma :
  - France : Interdit aux moins de 16 ans

## Distribution
- Arco Descat C : Arco
- Malik jaoui : Malik, le meilleur ami d'Arco
- Mustapha Ziad : Mustapha, le meilleur ami d'Arco
- Jean-François Richet : Jeff, le frère d'Arco
- Jean-Marie Robert : JM, le meilleur ami de Jeff
- Karim Rezeg : Karim, le meilleur ami de Jeff
- Karim Attia : banlieusard d'une cité voisine
- Amar Attia : banlieusard d'une cité voisine
- Hugues Amaizo : banlieusard d'une cité voisine
- Nasser : banlieusard d'une cité voisine
- Kamel Ben Mira : Kamel, banlieusard d'une cité voisine
- Nordine Ben Mira : Vigile
- William : banlieusard d'une cité voisine
- Fathi : banlieusard d'une cité voisine
- Mohammed : banlieusard d'une cité voisine
- Gilles Carballo : le surveillant du collège
- Joanna Pavlis : Le professeur d'anglais
- Brigitte Sy : la principale du collège
- Emil Abossolo-Mbo : le professeur d'EPS
- Nicky Naudé
- Stomy Bugsy : un banlieusard de Garges-lès-Gonesse
- Mystik : rappeur
- 2 Bal : rappeur
- 2 Neg : rappeur

## Bande originale
La production est assurée par le duo White and Spirit, sauf le titre d'Assassin (produit par Dawan et le Paradox)[réf. nécessaire].
Par ailleurs, l'ouverture du film (le morceau du générique sur lequel pose Virginie Ledoyen et servant d'échantillon pour Ménélik sur Ma téci va kékra) a été composé par White and Spirit, et est disponible sur la compilation Le Cercle rouge. Étrangement, le morceau n'a pas été inclus sur la bande originale elle-même. Les deux albums sont disponibles sur le label Le Cercle rouge[réf. nécessaire].
| Listes des titres | Listes des titres      | Listes des titres    | Listes des titres | Listes des titres | Listes des titres | Listes des titres | Listes des titres | Listes des titres | Listes des titres |
| No                | Titre                  | Interprètes          | Durée             |                   |                   |                   |                   |                   |                   |
| ----------------- | ---------------------- | -------------------- | ----------------- | ----------------- | ----------------- | ----------------- | ----------------- | ----------------- | ----------------- |
| 1.                | The French Connection  | KRS-One              | 4:19              |                   |                   |                   |                   |                   |                   |
| 2.                | Les flammes du mal     | Passi                | 4:08              |                   |                   |                   |                   |                   |                   |
| 3.                | Pas de Timinik         | Tiwony               | 4:18              |                   |                   |                   |                   |                   |                   |
| 4.                | La Sédition            | 2Bal 2Neg' et Mystik | 3:45              |                   |                   |                   |                   |                   |                   |
| 5.                | Savoir Dire Non        | K-Reen et Shurik'n   | 3:57              |                   |                   |                   |                   |                   |                   |
| 6.                | Ma Té-ci Va Ké-kra     | Ménélik              | 4:05              |                   |                   |                   |                   |                   |                   |
| 7.                | Le temps des opprimés  | 2 Neg et Mystik      | 4:10              |                   |                   |                   |                   |                   |                   |
| 8.                | La roue tourne         | Arco et Mystik       | 4:11              |                   |                   |                   |                   |                   |                   |
| 9.                | C'est donc ça nos vies | IAM                  | 5:12              |                   |                   |                   |                   |                   |                   |
| 10.               | Retour aux pyramides   | X-Men                | 3:48              |                   |                   |                   |                   |                   |                   |
| 11.               | Trop dur               | Destinée & Mystik    | 4:55              |                   |                   |                   |                   |                   |                   |
| 12.               | Le biz                 | Roots'neg            | 4:50              |                   |                   |                   |                   |                   |                   |
| 13.               | Avoir le pouvoir       | Stomy Bugsy          | 5:08              |                   |                   |                   |                   |                   |                   |
| 14.               | Le prix requis         | Yazid et Eben        | 3:48              |                   |                   |                   |                   |                   |                   |
| 15.               | L'île de l'inconscient | Assassin             | 4:27              |                   |                   |                   |                   |                   |                   |
| 64:59             |                        |                      |                   |                   |                   |                   |                   |                   |                   |